# John LeCompt
John Charles LeCompt (Little Rock, 10 marzo 1973) è un chitarrista statunitense.
Ha fatto parte della scena heavy metal di Little Rock per gran parte degli anni novanta, suonando in numerose band al fianco del collega e amico Rocky Gray.

## Band

### Mindrage
La sua prima band commerciale furono i Mindrage. In essi John svolse il doppio ruolo di chitarrista e cantante. Nel giugno del 1998 i Mindrage pubblicarono il loro primo album, Sown in Weakness, Raised in Power, composto da 11 tracce. Per il secondo album entrò nel gruppo Justin Carder al posto di Chad Wilburn alla batteria.

### Kill System e Soul Embraced
John si unì in seguito al chitarrista dei Living Sacrifice Rocky Gray per fondare i Kill System. Il progetto Kill System non divenne però mai commerciale poiché la band non trovò mai un'etichetta discografica capace di metterli sotto contratto.
Lasciati i Kill System, John entrò nei Soul Embraced come cantante e chitarrista. Con questo gruppo pubblicò nel 2003 l'album Immune.

### Mourningside
John nuovamente come cantante e chitarrista entrò a far parte dei Mourningside insieme a Jack Wiese, Rocky Gray, Jeff Bowie e Devin Castle. Essi suonarono veri show a St. Louis, Missouri e Little Rock, guadagnando una discreta fama in quelle zone.
Come i Kill System, i Mourningside non divennero mai un gruppo ufficiale e poterono perciò pubblicare un solo EP formato da 7 tracce. La loro canzone "Painting The Eyes" ottenne comunque buoni riconoscimenti.

### Evanescence e Machina
Dopo aver firmato con la Wind-up Records, gli Evanescence iniziarono a produrre i primi brani, nei quali John si esibiva solo come chitarrista. John ha eseguito parti cantate solo dal vivo nel duetto di Bring Me to Life, che in studio vennero registrate da Paul McCoy.
Nel 2005 John iniziò una collaborazione con i Machina. Con questa band LeCompt ha prodotto un buon numero di tracce che saranno presto pubblicate in un album, il primo per il gruppo.
Nel maggio 2007 John LeCompt è stato licenziato da Amy Lee.
Secondo il chitarrista, il licenziamento non avrebbe un motivo vero e sarebbe sintomo di un'assenza di lealtà nella band, anche se in realtà lo stesso John ha espresso più volte il desiderio di non suonare più nella band perché avrebbe desiderato dedicarsi ad altri progetti, creando così (insieme all'amico Rocky Gray) una forte tensione all'interno del gruppo che Amy Lee e gli altri componenti non potevano reggere.
In seguito John LeCompt ha scritto una lunga serie di messaggi sul suo Myspace e sul sito EvThreads contro la band che gli ha dato il successo internazionale e contro Amy Lee, facendo capire così ai fan che lui stesso non apprezzava il lavoro della Lee e che lei era impossibilitata a tenere un elemento come John nella propria band.

### We Are the Fallen
Attualmente, John suona nel gruppo We Are the Fallen insieme a due ex-componenti degli Evanescence, Ben Moody e Rocky Gray, a cui si sono aggiunti Marty O' Brien (ex-Disturbed) e Carly Smithson.
Il loro primo singolo è la canzone Bury Me Alive.
La band ha affermato che stanno lavorando a dei nuovi pezzi.

## Equipaggiamento
- Chitarre
  - ESP/LTD F-300FM, EC-1000, Viper-301,The Grynch, H-301 e H-307 a sette corde
  - Yamaha (acustica) CPX900 e LJX6C
- Amplificatore

## Discografia

### Con i Mindrage
- Sown in Weakness, Raised in Power (1998)

### Con i Soul Embraced
- Immune (2003)

### Con i Mourningside
- Mourningside EP (2003)

### Con gli Evanescence
- Mystary EP (2003) (non ufficiale)
- Fallen (2003)
- Anywhere but Home (2004)
- The Open Door (2006)